# Wikimapia
 (février 2023).
Si vous disposez d'ouvrages ou d'articles de référence ou si vous connaissez des sites web de qualité traitant du thème abordé ici, merci de compléter l'article en donnant les références utiles à sa vérifiabilité et en les liant à la section « Notes et références ».

Logotype de Wikimapia.

Wikimapia est un site commercial cartographiant la Terre au moyen des vues satellitaires de Google Maps en permettant à tout internaute de les annoter avec un système de wiki. Les russes Alexandre Koriakine et Evgeniy Saveliev ont lancé ce projet le 24 mai 2006,.

## Description
À l'origine, l'interface Web permettait de visualiser les vues comme dans Google Maps, ainsi que d'ajouter des annotations, de les modifier et d'effectuer des recherches sur ces annotations (par exemple : « atomium » ou « opera sydney »).
Depuis mars 2013, une refonte du graphisme et de l'interface a été effectuée : l'utilisateur a désormais le choix parmi les principales interfaces du Web (Google Maps, Bing, Yahoo, Here Maps, etc.).
L'utilisateur parcourt les vues à travers l'interface de son choix. Des polygones sont créés en superposition des cartes, et l'utilisateur peut cliquer dessus pour obtenir des informations à propos du lieu désigné. Les informations peuvent être fournies en plusieurs langues et peuvent être modifiées par l'utilisateur comme sur un wiki. Les lieux sont classables en catégories qui ont une incidence sur l'affichage des polygones : bâtiments en gris foncé avec contour ; villes en gris clair ; forêts en vert … L'interface permet également de créer des routes et d'éditer leurs caractéristiques (odonymes, nombres de voies, sens de circulation …). D'autres éléments linéaires tels que les voies ferrées et les cours d'eau sont également éditables. On peut aussi demander la suppression d'une annotation.
Google Maps propose trois types de vues : carte, satellite et hybride. WikiMapia introduit la vue « auto », qui est un mélange d'hybride pour les régions étendues et de vue satellitaire pour les vues plus rapprochées.

## Nombre de lieux identifiés
Le 16 août 2006, un million de lieux avaient été identifiés. Le 2 octobre 2006, le nombre dépassait 1,6 million et deux millions le 22 novembre 2006. Il atteint 3,8 millions de lieux en mai 2007, 6,9 millions le 30 mai 2008, 8,1 millions le 20 août 2008, 10,1 millions le 25 mai 2009, 12,6 millions le 20 mai 2010, 15,7 millions le 11 juillet 2011, 20,5 millions le 6 avril 2013, 24,8 millions le 25 juin 2015.

## Critiques
La finalité réelle de Wikimapia est l'objet d'interrogations : à l'origine, le travail contributif n'était pas sous licence libre. Il l'est devenu depuis 2010, et est désormais sous licence Creative Commons BY-SA depuis mai 2012. Il s'agit par ailleurs d'un travail dérivé de sources propriétaires (Google Earth), à la différence d'OpenStreetMap, qui a expressément obtenu de Yahoo puis de Microsoft Bing le droit d'utiliser son imagerie aérienne. Cela pose le problème d'une éventuelle récupération commerciale (en particulier pour la recherche de lieux).

### Lien(s) externe(s)
- Wikimapia
- Planète Terre vue par satellite sur WikiMapia